# سه‌قلعه (شهر)
سه‌قلعه یکی از شهرهای استان خراسان جنوبی در ایران است. این شهر در جنوب شهرستان سرایان و در فاصله ۲۴ کیلومتری جنوب غرب شهر سرایان و ۵۲ کیلومتری جنوب شرق شهر فردوس و در حاشیه کویر قرار گرفته‌است. به همین علت تعدادی اقامتگاه بوم گردی مثل اقامتگاه نمکزار در دل کویر و در شهر سه قلعه ایجاد شده‌است که گردشگران داخلی و خارجی همه ساله برای دیدن رمل‌های ماسه ای و دق‌های زیبا و دریاچه نمک و دریاچه‌های فصلی و مهمتر از همه آسمان تاریک و زیبا که مناسب نجوم می‌باشد (بهشت منجمان) به این منطقه از خراسان جنوبی آمده و در مدت اقامتشان در کویر سه قلعه خاطرات خوبی را با خود بهمراه می‌برند.
کویر سه قلعه
```
وجه تمایز و برتری کویر سه قلعه نسبت به دیگر مناطق کویری و گردشگری وجود چند نوع فرم کویر (رمل‌های ماسه ای، دریاچه نمک، دق، دریاچه‌های فصلی و همچنین آسمان تاریک) در کنار هم و به فاصله نزدیک از هم می‌باشد که گردشگران در ۱یا۲ روز می‌تواندد از تمام این ویژگی‌ها دیدن کنند.
```

یکی دیگر از زیبایی‌های سه قلعه جنگل تاغ قدیمی سه قلعه که در حاشیه شهر ایجاد شده‌است می‌باشد که منظره سرسبز زیبایی را در کنار این شهر کویری ایجاد کرده و مناسب کمپ کردن و تفریح افراد را فراهم کرده‌است.
شهر سه‌قلعه به علت قرار گرفتن در عرض جغرافیایی پایین، ارتفاع کم از دریا، دوری از منابع آبی بزرگ دوری از توده‌های باران‌آور فشار زیاد جنب حاره و نزدیکی به کویر که همه این عوامل باعث ابرناکی کم و بارندگی کم، گرمای زیاد تابستان، تبخیر فراوان به‌طور کلی بیابانی و نیمه‌بیابانی منطقه گردیده‌است. تابستان‌ها هوا گرم و سوزان و زمستان‌ها سرد و خشک است. در بیشتر سال‌ها بارندگی از ۱۰۰ میلی‌متر کمتر است که پدیده خشکسالی را به همراه دارد.

## جغرافیا
سه‌قلعه در محدوده حوضه آبریز کویر نمک واقع شده‌است و دارای آب و هوای گرم و خشک با زمستان‌های سرد می‌باشد. دمای گرمترین ماه سال برابر با ۴۸/۴ درجه سانتیگراد در مرداد ماه و سردترین ماه سال در دی‌ماه برابر ۴/۱ درجه سانتیگراد می‌باشد و دمای روزانه سال بین ۱۶- درجه سانتیگراد تا ۴۴ درجه متغیر است.
بارندگی در ماه شهریور صفر و در اسفند ماه با ۳۳ میلی‌متر بیشترین است که متوسط بارندگی سالیانه ۱۷۳ میلی‌متر را موجب می‌شود و رطوبت نسبی هوا در طول اقلیمی ۴۵/۶ درصد گزارش شده‌است.
بادهای محلی به نام کوه باد از شمال سیه‌باد، روزباد و قبله‌باد (اصطلاحاً کلغور) سه‌قلعه را در طول سال تحت تأثیر قرار می‌دهند که باد غالب و تأثیرگذار سیه‌باد است که در زمستان می‌وزد.
زمین‌شناسی و خاک‌شناسی سه‌قلعه: سه‌قلعه بر روی آبرفت‌های دوران چهارم کواترنری واقع شده که حاوی سه سنگ، گچ و نمک می‌باشد. دهستان سه‌قلعه در زون ایران مرکزی و یکی از فعال‌ترین مناطق زمین‌شناسی است که توسط گسل‌های سراسری و مهم نظیر گسل کویر بزرگ، گسل کلمرد و گسل هریرود از دیگر زون‌های ایران مجزا می‌گردد.

## آثار تاریخی
- آب انبار فاضل خانی
- آب انبار و منزل احمد آقا
- خانه قدیمی ضیایی و بادگیر قدیمی آن
- خانه حسام الدیوان
- خانه جهانی
- خانه هروی (اقامتگاه بوم گردی خانه هروی)
- خانه ساعت (حاجی غلام علی)
- مسجد جامع
- مقبره پیر خوشاب
- بافت قدیمی سه قلعه
- روستای باستانی کامرود (قلعه کهن کمرود)
- مسجد خواجه مینا
- مسجد ارگ قلعه
- مسجد حضرت موسی بن جعفر
- قلعه الله‌آباد
- قلعه عباس‌آباد
- قنات های (الله‌آباد، عباس آباد، خوشاب، خازمین، چل و محمد چل)[۲]

## جمعیت
بر پایه سرشماری عمومی نفوس و مسکن در سال ۱۳۹۵ جمعیت این شهر ۴٬۴۳۶ نفر (در ۱٬۲۹۰ خانوار) بوده‌است.

## قابلیت‌ها برای ستاره‌شناسان
منطقه سه‌قلعه دارای ابرناکی بسیار کم و در نتیجه تعداد شب‌هایی با آسمان صاف در حدی بسیار فراتر از نیاز متعارف ستاره‌شناسان آماتور است و به این خاطر نهمین رقابت رصدی مسیه ایران در این محل برگزار شد. ستاره‌شناسی سه قلعه مدیون مردانی مثل مهدی هاشم زئی است
برپایه دادهای گردآوری شده توسط کارشناسان انجمن نجوم ایران طی سالیان متوالی، در مکان سه قلعه رصد ستارگانی با حد قدر ۷/۲ میسر است که با توجه به حد قدر تاریکترین نقاط سیاره زمین که توسط ناسا اعلام شده (حدود ۷/۵) مکان مورد نظر یکی از تاریکترین و پرستاره‌ترین نقاط سیاره ما به حساب می‌آید.
همچنین مطابق بررسی‌های صورت گرفته، رصدگاه سه‌قلعه از بابت دیگر شاخص‌های مؤثر بر انتخاب یک مکان جهت انجام رصدهای تخصصی آسمان از جمله شاخص دیدپذیری، سرعت باد و ارتفاع در وضعیتی قابل قبول برای استقرار تلسکوپ‌هایی دست کم با قطر شیئی یک متر (بسیار بزرگتر از تلسکوپ‌های مورد استفاده ستارشناسان آماتور) قرار دارد. منطقه سه‌قلعه از نظر هوایی و زمینی، می‌توان یکی از در دسترس‌ترین نقاط دارای آسمانی تاریک پرستاره در ایران و جهان دانست.
در کویر سه قلعه اقامتگاه‌های بومگردی زیادی همچون اقامتگاه بوم گردی کویری نجومی نمکزار ایجاد شده‌است که دارای امکاناتی چون تلسکوپ و رستوران و کافی شاپ و اتاق‌های مجهز می‌باشد که بهتر است قبل رفتن به منطقه جهت رزرو اقدام کنید.
رصد گاهی توسط دولت در نزدیکی همین اقامتگاه در حال احداث است.